# Lawonci Zdaniewicz
Lawonci Uljanawicz Zdaniewicz (biał. Лявонцій Ульянавіч Зданевіч, ros. Леонтий Ульянович Зданевич, Leontij Uljanowicz Zdaniewicz; ur. 10 czerwca 1955) – białoruski architekt i polityk, w latach 1990–1996 deputowany do Rady Najwyższej Białoruskiej SRR / Rady Najwyższej Republiki Białorusi XII kadencji; członek Opozycji BNF – frakcji parlamentarnej organizacji Białoruski Front Ludowy (biał. Biełaruski Narodny Front), o charakterze antykomunistycznym i niepodległościowym.

## Życiorys
Ukończył Brzeski Instytut Inżynieryjno-Budowlany. Pracował jako szef grupy architektów instytutu „Biełgosprojekt”. 16 maja 1990 roku został deputowanym ludowym do Rady Najwyższej Białoruskiej SRR XII kadencji (od 19 września 1991 roku – Rady Najwyższej Republiki Białorusi) z Maszerowskiego Okręgu Wyborczego Nr 39 miasta Mińska. Wchodził w skład komisji parlamentarnych: Komisji Rady Najwyższej ds. Architektury, Budownictwa, Produkcji Materiałów Budowlanych i Mieszkalno-Komunalnej Gospodarki Wsi i Miasta, Komisji Rady Najwyższej ds. Edukacji, Kultury i Ochrony Historycznego Dziedzictwa oraz Czasowej Komisji Rady Najwyższej ds. Oceny Działalności Urzędników i Innych Osób Odpowiedzialnych w Związku z Likwidacją Skutków Awarii w Elektrowni Atomowej w Czarnobylu. Od 20 lipca 1990 roku wchodził w skład Komisji Konstytucyjnej. Był również członkiem tzw. Gabinetu Cieni Opozycji BNF.
Brał udział w opracowaniu i przyjęciu Deklaracji o Państwowej Suwerenności Białorusi oraz przygotowaniu projektów ustaw na nadzwyczajnej sesji Rady Najwyższej 24–25 sierpnia 1991 roku, w czasie której ogłoszono niepodległość Białorusi.
Współautor Koncepcji przejścia Białoruskiej SRR na gospodarkę rynkową (jesień 1990 r.), Koncepcji reformy ekonomicznej w Republice Białorusi (wiosna 1992 r.), Głównych kierunków reform dla wyjścia z kryzysu – przedwyborczej platformy ekonomicznej BFL "Odrodzenie" (wiosna 1995 r.), odpowiedzialny za opracowanie szeregu projektów ustaw dotyczących ziemi (Kodeks Ziemski i in.), przewidujących przekazanie jej na własność obywatelom (październik 1990 r.), a także wielu innych projektów ustaw. Uczestnik głodówki deputowanych Opozycji BNF 11–12 kwietnia 1995 roku w Sali Owalnej parlamentu, ogłoszonej na znak protestu przeciwko zainicjowanemu przez prezydenta Łukaszenkę referendum na temat wprowadzenia języka rosyjskiego jako drugiego języka państwowego, zmiany symboli państwowych Białorusi (biało-czerwono-białej flagi i herbu Pogoni) na symbole nawiązujące do radzieckich, integracji ekonomicznej z Federacją Rosyjską i prawie prezydenta do rozwiązywania parlamentu. W nocy z 11 na 12 kwietnia został razem z innymi protestującymi wywleczony siłą z sali parlamentu przez zamaskowanych funkcjonariuszy wojska i służb specjalnych, pobity, wepchnięty do samochodu, wywieziony, a następnie wyrzucony na ulicy w centrum Mińska.
W 2010 roku Zianon Pazniak opisał w swoich wspomnieniach Lawonciego Zdaniewicza z początku lat 90. następująco:

(…) młody architekt, osoba twórcza (…) miał dwa zainteresowania i bez przesady powiem – fascynacje: architekturę i ziemię. Ziemię lubił, znał, rozumiał, uczył się prawodawstwa dotyczącego ziemi, potrafił ją uprawiać, hodował dziwne rośliny, pomidory na pół puda i ogórki jak dom (to oczywiście przesada, ale niewielka). Z miłości do ziemi i mądrego do niej podejścia wynikała też tak głęboka wiedza prawa ziemskiego.

## Odznaczenia
- Medal 100-lecia Białoruskiej Republiki Ludowej – 2019[6]